# Cucujus cinnaberinus
Cucujus cinnaberinus é uma espécie de coleóptero da família Cucujidae.

## Distribuição geográfica
Pode ser encontrada nos seguintes países: Alemanha, Áustria, Bielorrússia, Eslováquia, Estónia, Finlândia,  Hungria, Letónia, Lituânia, Montenegro, Noruega, Polónia, República Checa, Roménia, Rússia, Sérvia e Suécia.